# Februar 2007
Portal Geschichte | Portal Biografien | Aktuelle Ereignisse | Jahreskalender | Tagesartikel

◄ |
20. Jahrhundert |
21. Jahrhundert

◄ |
1970er |
1980er |
1990er |
2000er
| 2010er | 2020er | 2030er | ►

◄ |
2003 |
2004 |
2005 |
2006 |
2007
| 2008 | 2009 | 2010 | 2011 | ►

◄ |
November 2006 |
Dezember 2006 |
Januar 2007 |
Februar 2007 |
März 2007 |
April 2007 |
Mai 2007 |
►
Dieser Artikel behandelt tagesbezogene Nachrichten und Ereignisse im Februar 2007.

## Tagesgeschehen

### Donnerstag, 1. Februar 2007

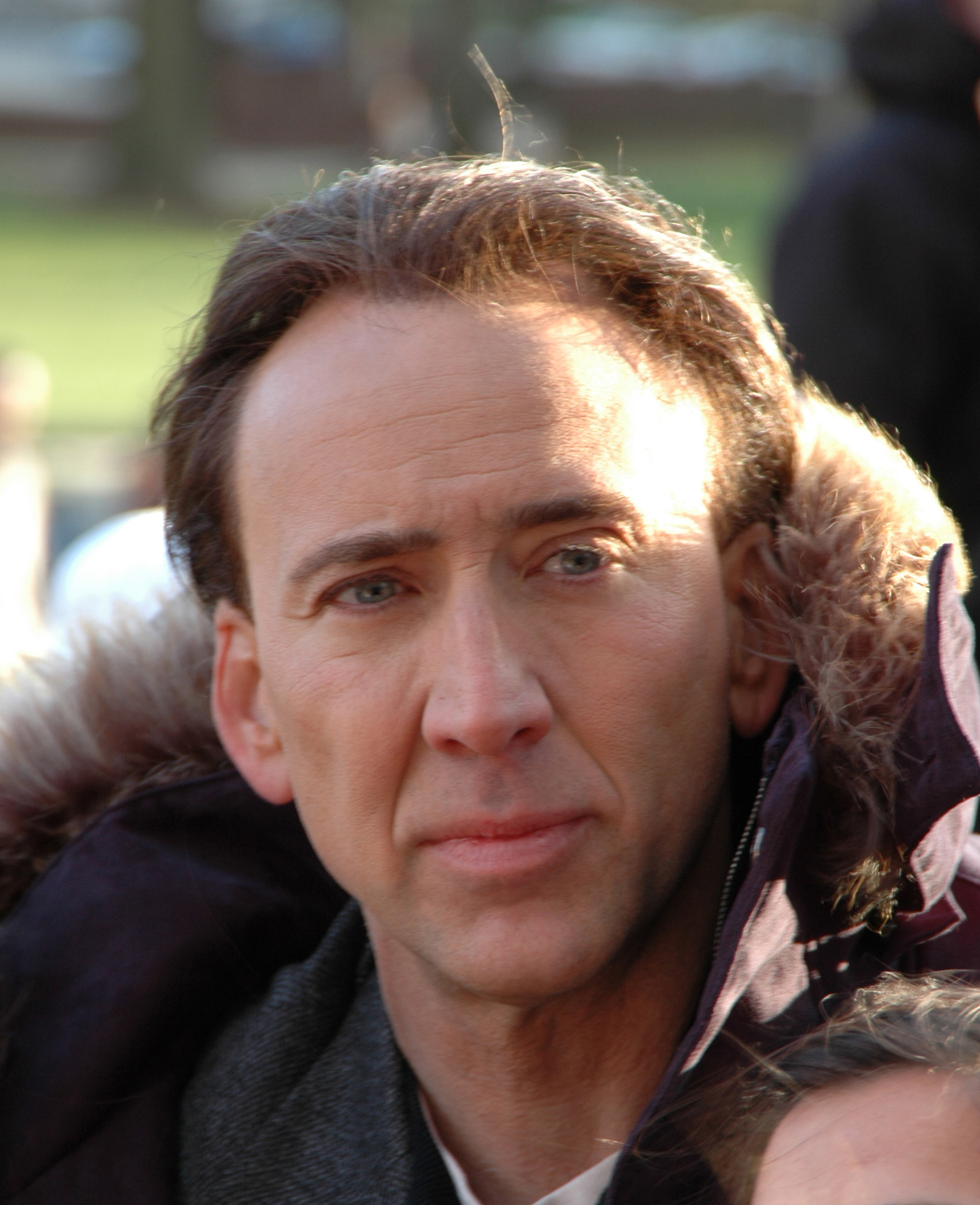
Nicolas Cage

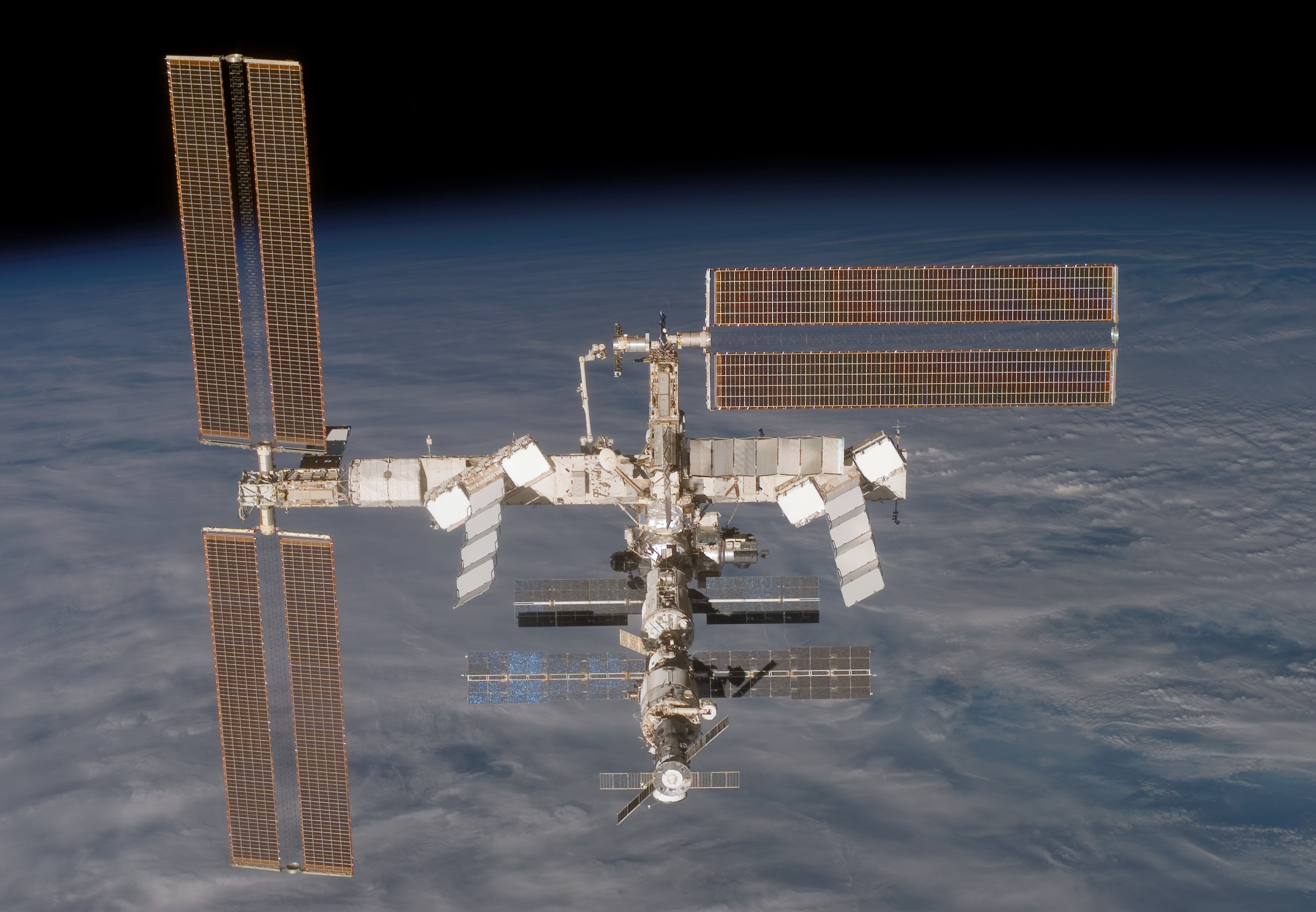
Die Internationale Raumstation

- Berlin/Deutschland: Die Komödiantin Cordula Stratmann wird als Protagonistin der Sendungen Zimmer frei! und Schillerstraße mit der Goldenen Kamera ausgezeichnet. Der Sänger Lionel Richie wird für sein Lebenswerk geehrt. Weitere Auszeichnungen erhalten Nicolas Cage in der Kategorie „Internationaler Film“, Katie Melua im Bereich „Pop International“ und die Band Rosenstolz in der Kategorie „Pop National“.[1]

### Freitag, 2. Februar 2007
- Berlin/Deutschland: Der Bundestag verabschiedet die Reform der Krankenversicherung, wonach unter anderem alle Bundesbürger künftig pflichtversichert sein müssen. Jeder Bundesbürger erhält die Möglichkeit in einer Krankenversicherung aufgenommen zu werden.[2]

### Samstag, 3. Februar 2007
- Bagdad/Irak: Rund 135 Menschen werden durch eine Bombe getötet und 226 verletzt; fünf Personen werden getötet und 40 verletzt durch Autobomben in Kirkuk, Irak.[3]
- Paris/Frankreich: Auf der Pariser Umweltschutzkonferenz lehnen die nachgewiesen vier größten Umweltverschmutzer – die USA, Russland, die Volksrepublik China und Indien – die zentrale Einrichtung einer Umweltbehörde der UNO ab.[4]

### Sonntag, 4. Februar 2007

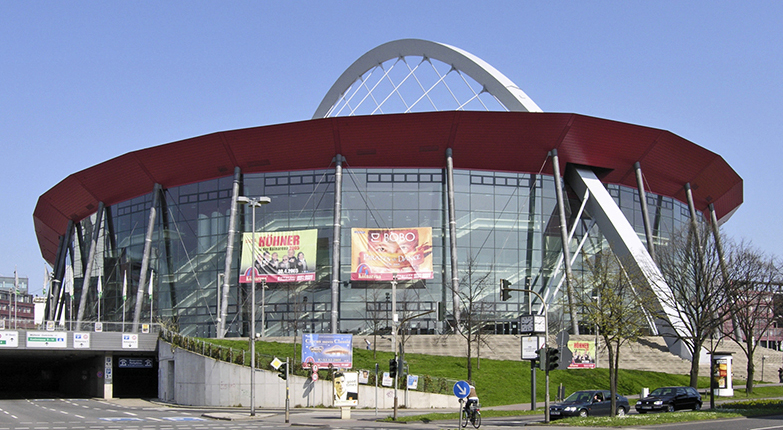
KölnArena

- Köln/Deutschland: Im Finale der Handball-Weltmeisterschaft der Männer zwischen Deutschland und Polen in der KölnArena siegt Deutschland 29:24 und feiert seinen dritten Weltmeistertitel. Dänemark sicherte sich mit einem Sieg über Frankreich Platz 3.[5][6]
- Miami/Vereinigte Staaten: Die Indianapolis Colts besiegen die Chicago Bears mit 29:17 in Super Bowl XLI.[7]

### Montag, 5. Februar 2007

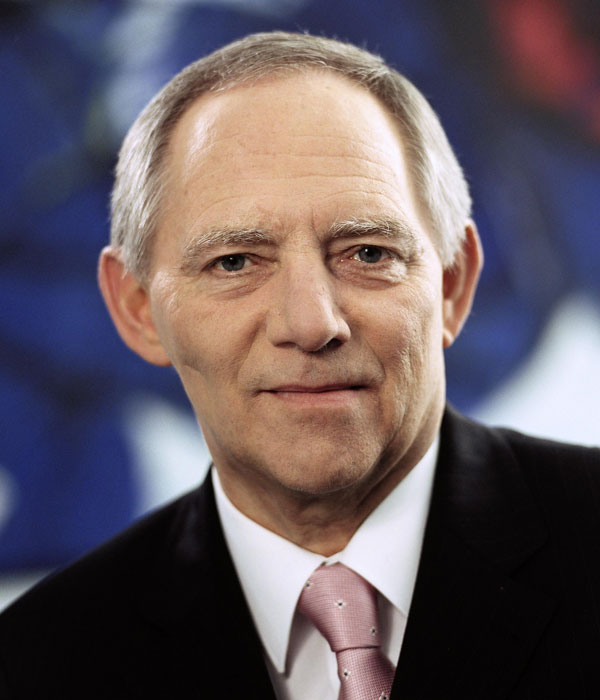
Wolfgang Schäuble

- Karlsruhe/Deutschland: Der Bundesgerichtshof erklärt verdeckte Online-Durchsuchungen privater Computer durch Ermittlungsbehörden für unzulässig. Bundesinnenminister Wolfgang Schäuble (CDU) hingegen verteidigt derartige Methoden zur Verbrechensprävention und -aufklärung als „unerlässlich“. Er kündigt eine „zeitnahe Anpassung der Strafprozessordnung“ an die Begebenheiten des Internet-Zeitalters an.[8]
- Tschita/Russland: Gegen den ehemaligen Chef der russischen Ölkonzerns Yukos, Michail Chodorkowski hat die russische Staatsanwaltschaft eine erneute Anklage wegen Geldwäsche verkündet, um dessen zu erwartende Freilassung 2008 zu verhindern. Seine Verteidiger sehen dahinter die Angst der russischen Regierung stehen, dass Chodorkowski bei einer frühzeitigen Entlassung selbst politisch aktiv werden und andere Parteien bei der nächsten Präsidentschaftswahl finanzieren könne.[9]
- Washington, D.C./Vereinigte Staaten: US-Präsident George W. Bush stellt die Pläne seiner Regierung für den US-Haushalt vor. Sie umfassen ein Plus von mehr als 700 Milliarden US-Dollar für Militärausgaben inklusive der Kriegskosten im Irak sowie Einsparungen bei Sozialprogrammen wie Gesundheitsfürsorge und Bildung.[10]

### Dienstag, 6. Februar 2007

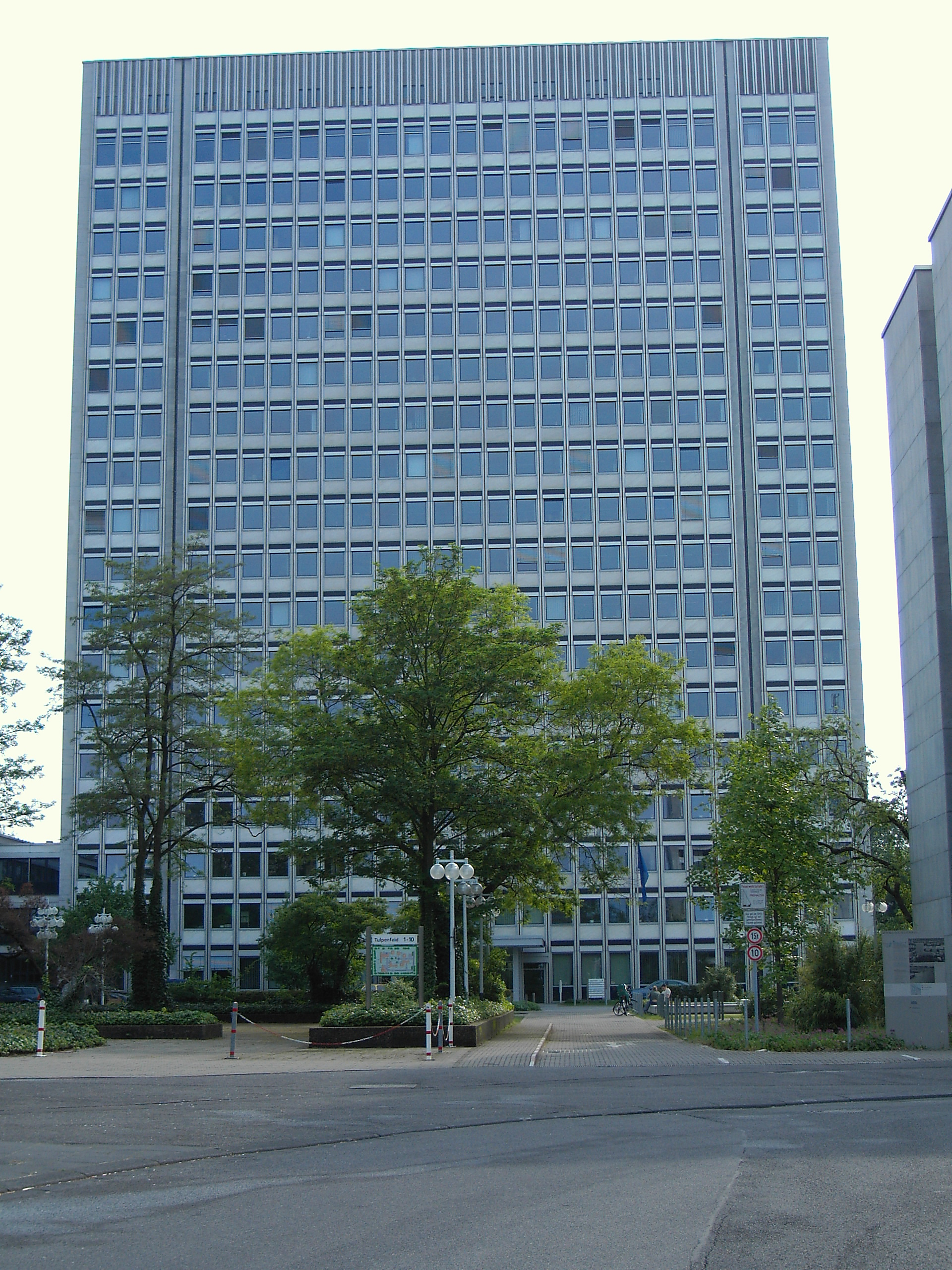
Sitz der Bundesnetzagentur in Bonn

- Bagdad/Irak: Unbekannte entführen die beiden deutschen Staatsangehörigen Hannelore Krause und Sohn Sinan. Sie flehen in zwei Videobotschaften an die Bundesregierung darum, dass die Bundeswehr aus Afghanistan abgezogen werde, da sie andernfalls getötet würden.[11]
- Berlin/Deutschland: Der Rücktritt des Ex-CDU-Fraktionschefs Friedrich Merz weckt in der CDU/CSU-Fraktion eine Frust-Debatte über die Politik der Großen Koalition.[12]
- Berlin/Deutschland: Auf die Ankündigung der Bundesnetzagentur, Anfang 2008 neue UMTS-Lizenzen versteigern zu wollen, reagieren die Telekommunikationsanbieter weitgehend „verschnupft“, da die zur Auswahl stehenden Frequenzbänder selbst langfristig gesehen noch nicht benötigt werden. Dennoch müssen die Anbieter verhindern, dass Konkurrenten einen Vorteil erlangen.[13]
- Bielefeld/Deutschland: Die Mehrheit der Deutschen spricht sich laut Emnid-Umfrage für eine striktere Begrenzung der CO2-Emissionen bei PKWs aus; derartige Regelungen waren auf Widerstand der deutschen Autolobby gestoßen.[14]
- London/Vereinigtes Königreich: Bei der Explosion einer Briefbombe werden im Oaklands Business Centre von Wokingham bei London zwei Menschen verletzt. Der Brief war an den börsennotierten Dienstleister Vantis. Die britische Polizei untersucht den Zusammenhang mit einem ähnlichen Anschlag vom Vortag, der gegen die Capita Group gerichtet war.[15]
- Toulouse/Frankreich: Tausende von Airbus-Mitarbeitern treten in einen Warnstreik, um wie ihre deutschen Kollegen gegen zu erwartende Rationalisierungsmaßnahmen, Sparmaßnahmen und Stellenstreichungen durch den Mutterkonzern EADS zu protestieren.[16]

### Mittwoch, 7. Februar 2007
- Berlin/Deutschland: Die Bundesregierung spricht sich für eine Entsendung von Tornado-Mehrzweckkampfflugzeugen zur Luft-Boden-Aufklärung nach Afghanistan aus. Sollte der Bundestag zustimmen, könnten die Flugzeuge ab April zur Unterstützung der NATO-Partner in das Kriegsgebiet verlegt werden. Der Fraktionschef der Regierungspartei SPD, Peter Struck, umreißt den Charakter der Mission mit dem Begriff „Kampfeinsatz“: „Wir sind in Afghanistan, um die Regierung Karzai im Kampf gegen die Taliban zu unterstützen.“[17]
- Berlin/Deutschland: Gero Hütter nimmt an dem Amerikaner Timothy Ray Brown eine Stammzelltransplantation wegen dessen Leukämieerkrankung vor und befreit den Körper des Patienten, wie erhofft, durch Einsetzen modifizierter Gene von allen HI-Viren. Nun ist Brown der erste Mensch der Welt, der von einer HIV-Infektion gesundet.[18]
- New York/Vereinigte Staaten: Das Unternehmen Blackstone übernimmt für 39 Milliarden US-Dollar inklusive Schulden das Immobilienunternehmen Equity Office Properties.[19]
- San Francisco/Vereinigte Staaten: 1,6 Millionen weibliche Angestellte und ehemalige Angestellte, welche ab 1998 bei der Einzelhandelskette Wal-Mart beschäftigt waren, können nach der Entscheidung des zuständigen Berufungsgerichtes eine Sammelklage wegen sexueller Diskriminierung gegen das Unternehmen anstrengen, da sie entgegen der vorgeblichen Firmenphilosophie von Beförderungen aufgrund ihres Geschlechts ausgeschlossen wurden. Dies wäre das größte Klageverfahren der Rechtsgeschichte.[20]
- Südlibanon/Libanon: Circa sechs Monate nach Beilegung des Zweiten Libanonkriegs ereignen sich an der von den Vereinten Nationen festgelegten Demarkationslinie erstmals wieder Feuergefechte zwischen den Streitkräften Israels und den Streitkräften des Libanon.[21]

### Donnerstag, 8. Februar 2007
- Berlin/Deutschland: Die 57. Internationalen Filmfestspiele werden mit der Premiere von Regisseur Olivier Dahans Film La Vie en rose über das Leben der Sängerin Édith Piaf eröffnet.[22]
- Orbit: Die beiden US-Astronauten Michael López-Alegría und Sunita Williams absolvieren den dritten Außeneinsatz an der Internationalen Raumstation innerhalb von neun Tagen, um das Kühlsystem zu modifizieren.[23]

### Freitag, 9. Februar 2007
- Arlington/Vereinigte Staaten: Der Generalinspektor des Verteidigungsministeriums veröffentlicht einen Bericht über eine Gruppe im Verteidigungsministerium um Douglas Feith, deren Aufgabe im Vorfeld des Kriegs im Jahr 2003 gegen den Irak es war, die Anhäufung von Massenvernichtungswaffen im Irak und eine Verbindung zwischen dem damaligen Präsidenten des Irak Saddam Hussein und der terroristischen Vereinigung Al-Qaida glaubhaft zu machen.[24][25]
- Berlin/Deutschland: Die Einnahmen aus der Gewerbesteuer sind im vergangenen Jahr um fünf auf 31 Milliarden Euro gestiegen, sodass sich die Finanzlage der Städte und Gemeinden im Jahr 2006 insgesamt verbessert hat. Dennoch ist die Lage vieler Städte alarmierend schlecht: Sie sind kaum in der Lage den laufenden Haushalt und die Abzahlung alter Kredite durch die Einnahmen zu bestreiten.[26]
- Elazığ/Türkei: Bei einem Erdbeben der Stärke 5,3 auf der nach oben offenen Richterskala im Südosten der Türkei werden mindestens 35 Menschen verletzt, als sie in Panik auf die Straße flüchten.[27]
- Ostsee: Im Finnischen Meerbusen läuft der griechische Tanker Propontis auf dem Weg von Primorsk in Russland nach Westeuropa mit 110.000 l Rohöl an Bord auf Grund. Nach Angaben des finnischen Unternehmens Neste Oil haben einige Tanks zwar Risse bekommen; die Ladung sei jedoch bisher nicht versehrt, da der Tanker einen doppelwandigen Rumpf aufweist.[28]
- Pjöngjang/Nordkorea: Nordkorea setzt ein erstes Abrüstungssignal, indem man sich bereit erklärt über erste Schritte zu reden, um ein Abkommen aus dem Jahr 2005 wiederzubeleben. Darin war ein Einstellen des nordkoreanischen Atomprogramms nur gegen Wirtschaftshilfe in Aussicht gestellt worden.[29]

### Samstag, 10. Februar 2007

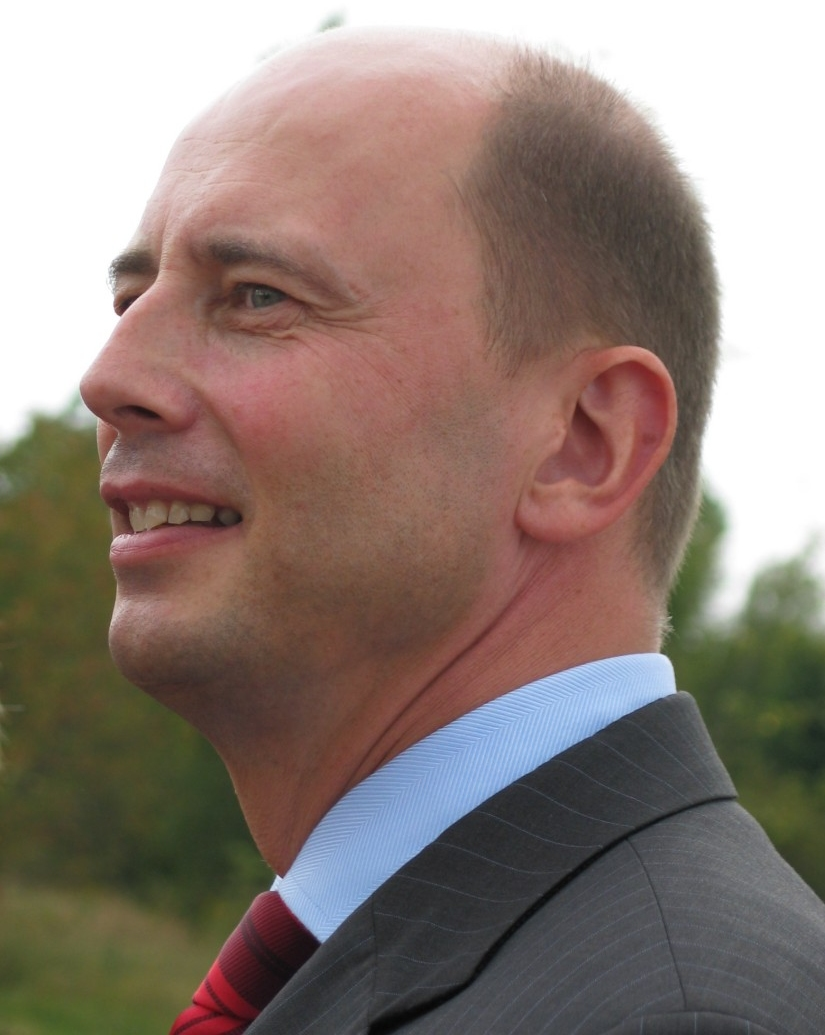
Wolfgang Tiefensee

- Berlin/Deutschland: Bundesverkehrsminister Wolfgang Tiefensee möchte mit drastischen Strafen gegen Raser und Drängler im Straßenverkehr vorgehen. Begleitend kündigt er in einem Interview mit der Rheinischen Post eine Anhebung der Lkw-Maut an. Im Gegensatz dazu spricht er sich erneut gegen ein generelles Tempolimit als Mittel zur Kohlendioxid-Verringerung aus.[30]
- Essen/Deutschland: In Essen treffen sich die Finanzminister der sieben führenden Industrieländer (G7). Thema war u. a. der künftige Umgang mit so genannten Hedge-Fonds. „Angesichts des starken Wachstums der Hedge-Fondsindustrie und ihrer Handelspraktiken, müssen wir wachsam sein“. Bundesfinanzminister Peer Steinbrück hatte zuvor bereits darauf hingewiesen, dass es ein Erfolg sei, dass überhaupt erstmals über das Thema Hedge-Fonds gesprochen werde. In der Vergangenheit sperrten sich vor allem die USA und Großbritannien dagegen.[31]

### Sonntag, 11. Februar 2007

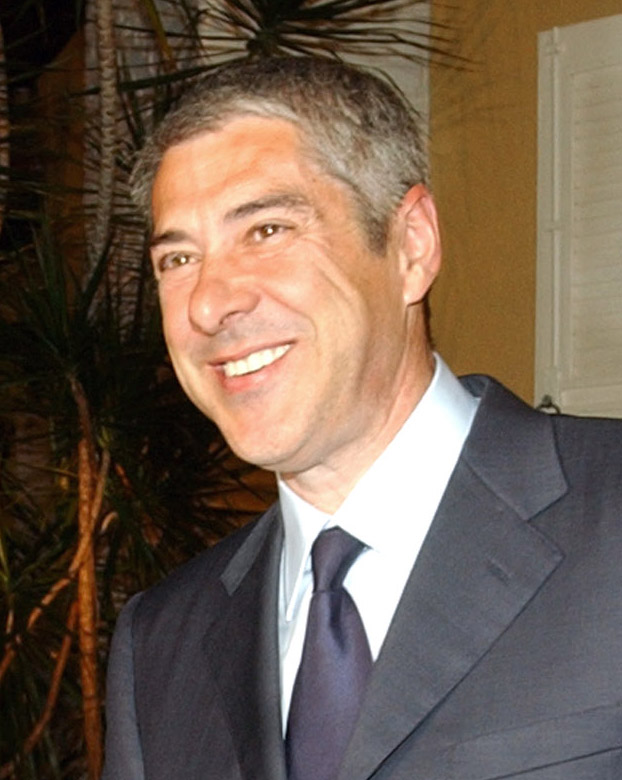
José Sócrates Carvalho Pinto de Sousa

- Antholz/Italien: Zum Abschluss der Biathlon-Weltmeisterschaften 2007 gibt es für Deutschland die Goldmedaille in der 4 × 6-km-Staffel der Frauen. Michael Greis und Andreas Birnbacher sorgen beim 15-km-Massenstart der Herren außerdem für einen deutschen Doppelsieg. Mit 5 Goldmedaillen, 3 Silbermedaillen und 3 bronzenen ist Deutschland die erfolgreichste Nation der WM.
- Cambridge/Vereinigte Staaten: An der Harvard University wird mit der Historikerin Drew Gilpin Faust erstmals eine Frau das Amt des Präsidenten übernehmen.[32]
- Lissabon/Portugal: In einem Referendum stimmt die Mehrheit (59,3 Prozent) für eine Legalisierung von Abtreibungen innerhalb der ersten 10 Wochen der Schwangerschaft. Premierminister José Sócrates Carvalho Pinto de Sousa kündigt an, er werde das Abstimmungsergebnis im Parlament umsetzen.[33]
- München/Deutschland: Der Präsident Russlands Wladimir Putin fordert auf der Münchner Konferenz für Sicherheitspolitik eine Stärkung der Vereinten Nationen bei globalen Konfliktlösungen. „Wir sollten die UNO weder durch die NATO noch durch die EU ersetzen“, und kritisierte die USA wegen des Aufbaus eines Raketenabwehrsystems in Mitteleuropa. Beobachter sprechen von einer Fortsetzung des Kalten Krieges.
- New York/Vereinigte Staaten: Die Dixie Chicks räumen bei den Grammy Awards 2007 ab. Die Band gewinnt fünf Grammys.[34][35]

### Montag, 12. Februar 2007
- Bagdad/Irak: Bei erneuten Anschlägena im Zentrum der irakischen Hauptstadt werden rund 70 Menschen getötet.[36]
- Bagdad/Irak: Das Berufungsgericht des Iraks verurteilt den ehemaligen Vize-Präsidenten Taha Yasin Ramadan zum Tode. Ramadan war zunächst wegen eines Massakers an 148 Schiiten zu lebenslanger Haft verurteilt worden. Das Berufungsgericht hatte sich im Dezember 2006 eingeschaltet, da ihm die Strafe als zu milde erschien.[37]
- Essen/Deutschland: KarstadtQuelle wird mit dem Erwerb des britischen Reiseunternehmens Mytravel, das mit Thomas Cook zusammengeschlossen wird, immer mehr zum Touristikunternehmen als Nr. 2 der Branche in Europa hinter TUI.[38]
- Stuttgart/Deutschland: Auf Beschluss des Oberlandesgerichts Stuttgart wird Brigitte Mohnhaupt, wegen Beteiligung an Attentaten der RAF zu lebenslanger Haft verurteilt, am 27. März 2007 zur Bewährung entlassen werden.[39]

### Dienstag, 13. Februar 2007
- Calgary/Kanada, Leipzig/Deutschland: Der Werkzeuggebrauch bei Schimpansen seit 4.300 Jahren zum Zerschlagen von Nüssen wird von Forschern des Max-Planck-Instituts für evolutionäre Anthropologie und Julio Mercader von der kanadischen University of Calgary durch Funde auf dem Gebiet der Elfenbeinküste belegt.[40]
- Düsseldorf/Deutschland: Der Vorstandsvorsitzende des Bezahlfernsehsenders Premiere, Georg Kofler, schickt mit der Ankündigung, sich von seinen Premiere-Aktien zu trennen, den Aktienkurs des Unternehmens „in den Keller“.[41][42]
- Hamburg/Deutschland: Doris Schröder-Köpf, Gattin des Altbundeskanzlers Gerhard Schröder, setzt sich in einem Rechtsstreit gegen den Stern vor dem Hamburger Oberlandesgericht endgültig durch. Das Magazin hatte im Juni 2005 mit Berufung auf angebliche Insiderinformationen fälschlicherweise behauptet, dass sie im Gespräch mit dem damaligen SPD-Vorsitzenden Franz Müntefering ihren Mann für die Vertrauensfrage begeistert habe. Das Blatt muss nun eine Richtigstellung drucken, in der stehe: „Diese Behauptungen sind, was wir hiermit richtigstellen, unwahr.“[43]

### Mittwoch, 14. Februar 2007

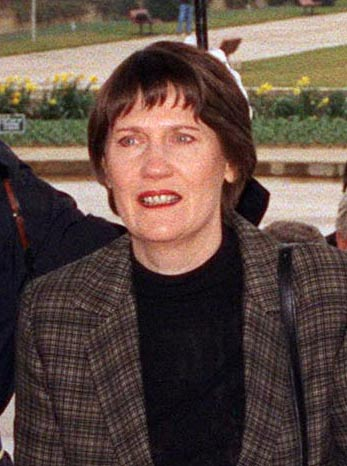
Helen Clark

- Aşgabat/Turkmenistan: Gurbanguly Berdimuhamedow wird nach einer als „inszeniert“ kritisierten Wahl als neuer Präsident Turkmenistans vereidigt.[44]
- Auburn Hills/Vereinigte Staaten: Die US-amerikanische Sparte des Automobilkonzerns DaimlerChrysler leitet ihre Umstrukturierungsmaßnahmen mit der Streichung von 13.000 Stellen ein, nachdem im Vorjahr ein Verlust von 1,1 Milliarden Euro eingefahren wurde. Die betroffenen Produktionsstätten bei Chrysler liegen in Newark, Delaware und in Michigan.[45]
- Kassel/Deutschland: Das Bundessozialgericht entscheidet, dass die Krankenkassen die Höhe der Managergehälter offenlegen müssen. Die Regelung diene der Transparenz und sei somit im Sinn der breiten Öffentlichkeit, was schwerer wiege als das Einzelinteresse der Vorstände (Az.: B1 A3/06R). Im vorliegenden Fall ging es um die Bielefelder BKK Diakonie, eine kleinere Kasse mit 26.000 Versicherten und einem Ein-Mann-Vorstand, der dadurch sein Persönlichkeitsrecht verletzt sah.[46]
- London/Vereinigtes Königreich: Bei der Verleihung der diesjährigen Brit Awards ernten die Indie-Rock-Bands „Arctic Monkeys“ und „The Killers“ jeweils zwei Auszeichnungen. Die Arctic Monkeys aus Sheffield erhalten die Auszeichnung als beste britische Band und für das beste britische Album. Die US-Band „The Killers“ dürfen sich über die Auszeichnung als beste ausländische Band und für das beste internationale Album freuen. Take That erhält den Preis in der Kategorie beste britische Single (Patience), Nelly Furtado denjenigen als beste internationale Interpretin und Amy Winehouse als beste britische Interpretin. Bei den britischen Solokünstlern gewinnt James Morrison, im internationalen Bereich Justin Timberlake. Oasis wird für die Verdienste um die britische Musik geehrt.[47]
- Wellington/Neuseeland: Premierministerin Helen Clark von der Partei der Arbeit gibt im Repräsentantenhaus die so genannte „Klimaneutralität“ als politisches Ziel aus. Der Begriff beschreibt den Umstand, dass menschliches Handeln das Klima nicht beeinflusst.[48]
- Wien/Österreich: Die Internationale Atomenergiebehörde (IAEA) kündigt nach dem Einlenken Nordkoreas bezüglich seines Atomprogramms die Wiederaufnahme ihrer Inspektionen an.[49]

### Donnerstag, 15. Februar 2007

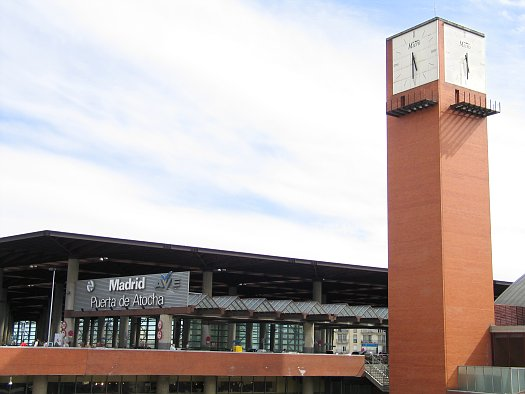
Madrider Bahnhof Atocha

- Madrid/Spanien: Drei Jahre nach den Madrider Zuganschlägen auf vier Nahverkehrszüge in beginnt der Prozess gegen die mutmaßlichen 29 Attentäter und sechs Mittäter in einem umgebauten Messezentrum am Stadtrand der Metropole. Rund 600 Zeugen sollen befragt werden.[50]
- Wellington/Neuseeland: Das japanische Walfangschiff „Nisshin Maru“, Mutterschiff der Walfangflotte Japans, treibt brennend mit Schlagseite rund 100 Seemeilen vor der Küste der Antarktis. Aufgrund der an Bord befindlichen 1000 t Öle und Chemikalien befürchtet der neuseeländische Umweltminister Chris Carter eine Naturkatastrophe für das ökologische Gleichgewicht der Antarktis.[51]

### Freitag, 16. Februar 2007
- Balad/Irak: Bei Kämpfen zwischen irakischen Truppen und Einheiten des al-Qaida-Terrornetzwerks wird deren Führer Abu Ayyub al-Masri verletzt, sein Stellvertreter Abu Abdullah al-Madschamiai ist nach Angaben des staatlichen Fernsehens und des Radiosenders al-Dschasiras getötet worden. Das irakische Innenministerium hat sich bisher zum Vorfall nicht geäußert.[52]
- Eichstätt, Ingolstadt/Deutschland: Laut einem Pressebericht hat die Bibliotheksleiterin der Katholischen Universität Eichstätt-Ingolstadt 80 Tonnen Bücher aus der Zentralbibliothek der bayerischen Kapuziner zu Altpapier verarbeiten lassen.[53]
- Frankfurt am Main/Deutschland: Die Postbank erhält in der Person Wolfgang Kleins, der bisher das für das einträgliche Privatkundengeschäft verantwortliche Vorstandsmitglied war, voraussichtlich einen neuen Leiter.[54]
- Las Palmas/Spanien: Flugzeugpassagiere einer entführten Boeing 737 der Air Mauritanie mit 79 Menschen an Bord überwältigen bei der Vollbremsung des Jets auf dem Flugfeld den mit Handfeuerwaffen ausgerüsteten marokkanischen Flugzeugentführer aus der Westsahara, der das Flugzeug nach Frankreich umleiten wollte. 21 Passagiere erleiden leichte Verletzungen beim Versuch über die Notrutschen aus dem Flugzeug zu fliehen, eine Schwangere einen Schock. Ein terroristischer Hintergrund wird ausgeschlossen. Die Maschine war auf dem Weg von der Hauptstadt Nouakchott über Nouadhibou im Norden Mauretaniens nach Las Palmas.[55]
- Pjöngjang/Nordkorea: Kim Jong-il, der Machthaber Nordkoreas und Oberbefehlshaber der Koreanischen Volksarmee, feiert offiziell seinen 65. Geburtstag mit inszenierten Feierlichkeiten im ganzen Land.[56]

### Samstag, 17. Februar 2007
- Berlin/Deutschland: Die Gesundheitsreform 2007 wird nach dem Deutschen Bundestag nun auch vom Bundesrat verabschiedet.[57]

### Sonntag, 18. Februar 2007

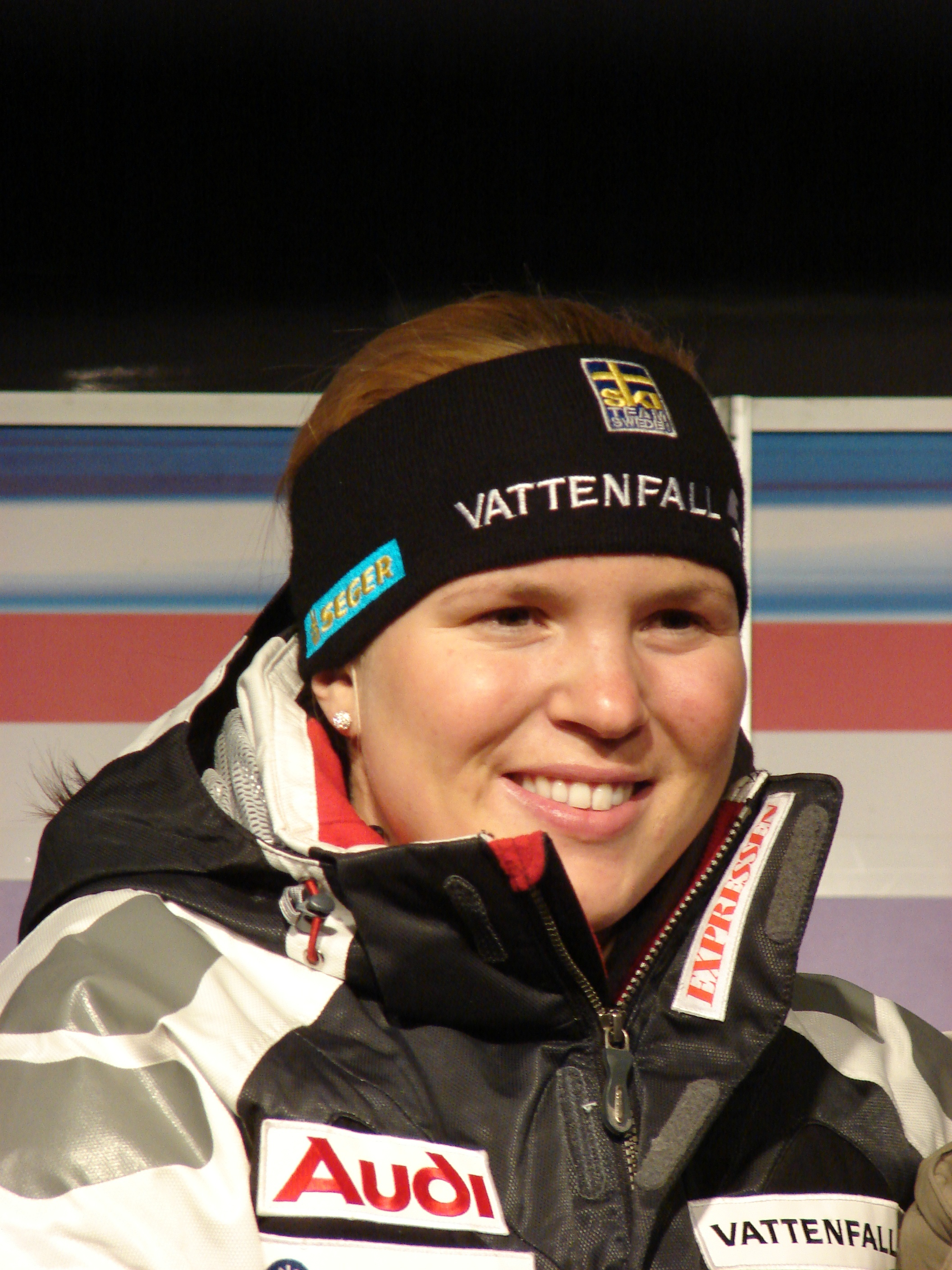
Anja Pärson

- Åre/Schweden: Bei den zu Ende gegangenen Alpinen Skiweltmeisterschaften ist die Schwedin Anja Pärson mit drei Goldmedaillen erfolgreichste Teilnehmerin.[58][59]
- Berlin/Deutschland: Bei den 57. Internationalen Filmfestspielen Berlin wird der chinesische Beitrag Tuyas Hochzeit von Regisseur Wang Quan’an mit dem Goldenen Bären zum besten Film gekürt. Die deutsche Schauspielerin Nina Hoss wird mit dem Silbernen Bären als beste Schauspielerin geehrt, während der Argentinier Julio Chávez den Silbernen Bären als bester Schauspieler erhält.[60]

### Montag, 19. Februar 2007
- Haryana/Indien: Bei einem Bombenanschlag auf den Samjhauta-Express sterben 67 Menschen, die meisten von ihnen Pakistani. Weitere 50 Personen werden verwundet.[61]

### Dienstag, 20. Februar 2007
- Bagdad/Irak: Bei mehreren Bombenanschlägen werden im Irak mindestens 22 Menschen getötet. Im Norden Bagdads explodieren zwei Sprengsätze in der Nähe einer Tankstelle und eines Gemüsemarktes. Hier finden fünf Personen den Tod. Ein Selbstmordattentäter sprengt sich wenig später inmitten einer Trauergemeinde in die Luft und reißt sieben Menschen ins Verderben. Rund 20 km entfernt von der Metropole detoniert in der Nähe eines Restaurants eine Bombe, die auf einem mit Chlorgas gefüllten LKW platziert worden war. Hier gehen die offiziellen Stellen von sieben bis zehn Toten und mindestens 100 Verletzten aus.[62]
- Brüssel/Belgien: Nach langen Verhandlungen verständigen sich die EU-Umweltminister auf eine gemeinsame Klimaschutzstrategie. Sie sieht unter anderem eine drastische Reduzierung der Treibhausgas-Emissionen von mindestens 20 Prozent bis 2020 vor.[63]
- Canberra/Australien: Australien verbietet wegen des Klimawandels als erstes Land Glühlampen. Das Land emittiert im weltweiten Vergleich die meisten Treibhausgase pro Kopf, daher werden ab 2010 nur noch Kompaktleuchtstofflampen im Handel erhältlich sein.[64][65]

### Mittwoch, 21. Februar 2007
- Berlin/Deutschland: Nach einer Untersuchung des Tagesspiegels werden die an vielen deutschen Universitäten nun erhobenen Studiengebühren buchstäblich zweckentfremdet „verheizt“: An der Universität Ulm nutzt man die Mehreinnahmen zur Finanzierung der Heizkosten, die Universität Düsseldorf lässt sich Marketingkonzepte erstellen, um mehr Studenten anzuziehen und die Universität Göttingen sowie die RWTH Aachen geben Imagebroschüren heraus. Dem beabsichtigten Ziel, damit direkt die Lehre zu fördern, gehen dabei die Mittel aus.[66]
- London/Vereinigtes Königreich: Die britische Regierung unter Tony Blair plant den Abzug rund der Hälfte ihrer Truppen aus dem Irak noch in diesem Jahr. Bereits in den nächsten Wochen wird mit dem Transport von 1.500 der 7.100 stationierten britischen Soldaten aus Basra angefangen, sodass bis Ende April 2007 3.000 Soldaten den Irak verlassen können. Die Aktion ist mit den USA abgestimmt.[67]
- Rom/Italien: Nach einer Abstimmungsniederlage im Parlament wegen der Stationierung italienischer Soldaten in Afghanistan reicht Ministerpräsident Romano Prodi seinen Rücktritt ein.[68]

### Donnerstag, 22. Februar 2007
- Oslo/Norwegen: 48 Staaten und Organisationen beraten auf Initiative Norwegens in einer zweitägigen Konferenz über ein Abkommen für das Verbot von Streubomben. Im konkreten Fall geht es darum, dass die Volksrepublik China, die USA und Israel als Hauptproduzenten derartigen Bomben dazu bewegt werden auf deren Produktion zu verzichten und ihre Bestände aufzulösen, da deren Technologie derart uneffizient ist, dass Blindgänger selbst nach Jahrzehnten noch eine Gefahr für Zivilisten darstellen.[69]

### Freitag, 23. Februar 2007

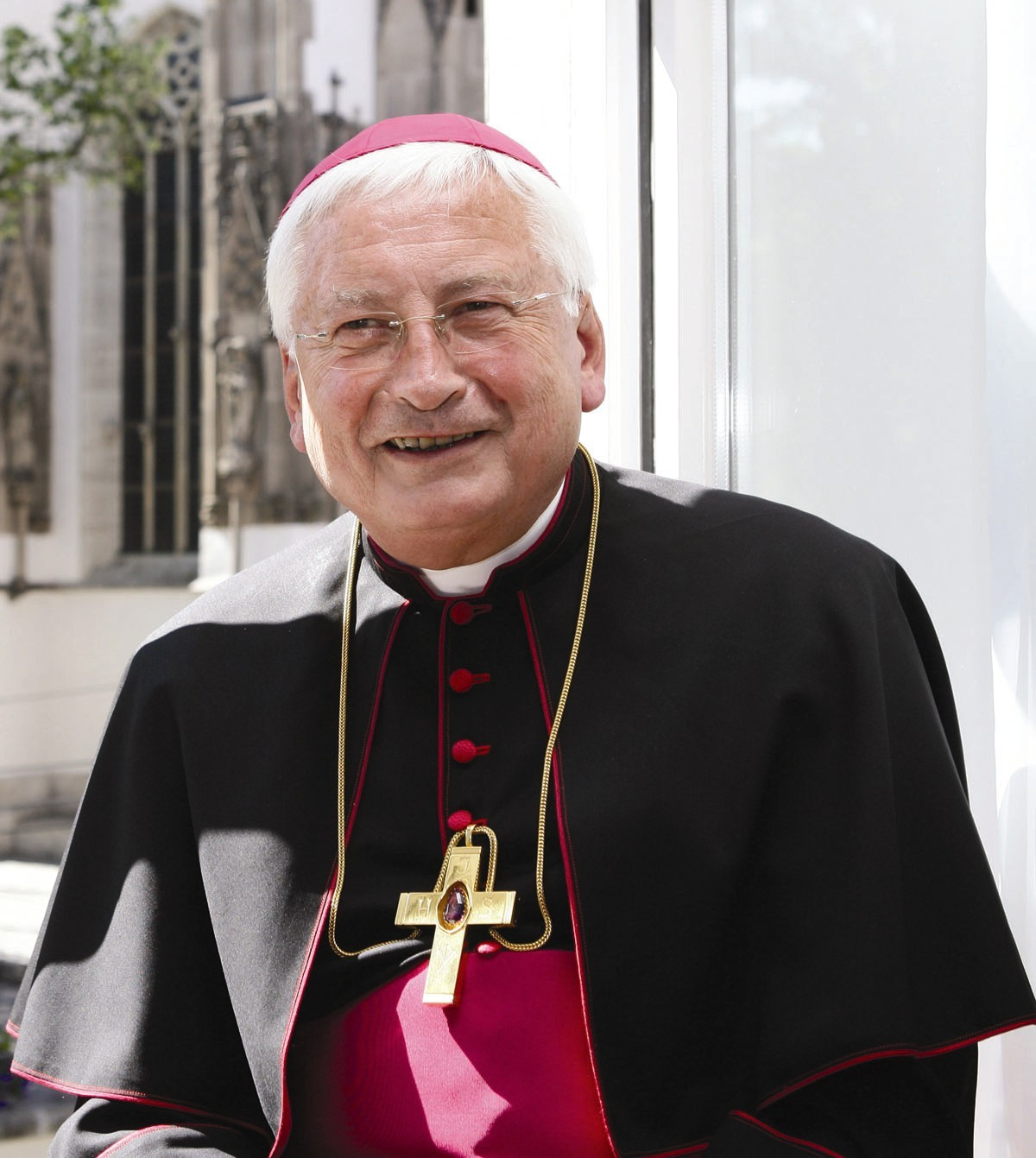
Walter Mixa

- Asunción/Paraguay: Die Regierung von Paraguay hat nach dem Ausbruch einer Dengue-Fieber-Epidemie für 60 Tage den Ausnahmezustand verhängt. Nach offiziellen Angaben sind in dem Land mehr als 15.000 Menschen erkrankt.[70]
- Augsburg/Deutschland: Der Augsburger Bischof Walter Mixa bestätigt seine Kritik an Familienministerin Ursula von der Leyen (CDU) und fordert eine bessere Finanzierung der Erziehungstätigkeit durch den Staat: „86 Prozent der Mütter in unserer Bundesrepublik Deutschland erziehen ihre Kinder in den ersten drei Lebensjahren selber und tun das sehr gerne. Und diese Frauen und Mütter verdienen eine große Anerkennung und ein großes Lob. Wir brauchen eine familiengerechte Politik, und nicht eine arbeitsgerechte Familienpolitik“. Die gegen ihn gerichtete Kritik nimmt Mixa gelassen auf, da sie sich zumeist emotional auf aus dem Zusammenhang gerichteten Punkten gründete.[71]
- Fort Campbell/Vereinigte Staaten: Ein Militärgericht im US-Bundesstaat Kentucky verurteilt den 24-jährigen Sergeant Paul Cortez zu 100 Jahren Haft wegen der Vergewaltigung und Mord an einem 14-jährigen Mädchens im Irak und entlässt ihn unehrenhaft aus der Armee. Cortez gab wie ein Mitangeklagter zu, das Massaker von Mahmudija[72] vom März 2006 geplant und mit drei weiteren Soldaten ausgeführt zu haben. Man habe das Mädchen ausspioniert, sei in das Haus eingedrungen, die Eltern und sechsjährige Schwester des späteren Opfers erschossen, um sich dann an der 14-Jährigen zu vergehen. Diese sei nach der Tat erschossen worden. Nach guter Führung kann Cortez bereits nach zehn Jahren der Verbüßung seiner Tat auf eine Entlassung unter Bewährung hoffen.[73]
- Hannover/Deutschland: Auf dem Nichtraucher-Gipfel einigen sich Bund und Länder in Deutschland auf ein Rauchverbot in Diskotheken und Gaststätten. In Gaststätten ist das Rauchen nur noch in abgeschlossenen Nebenräumen gestattet. Die Länder Niedersachsen und Nordrhein-Westfalen wollen Gaststättenbetreibern auch die Möglichkeit offenlassen, ihre Lokale als ausschließliche Rauchergaststätten zu führen.[74]
- Riga/Lettland: Ein Brand in einem lettischen Altenheim in Alsunga, rund 150 Kilometer westlich der Hauptstadt, fordert in der Nacht auf Freitag 26 Todesopfer. 66 Personen können evakuiert werden. Als Brandursache vermutet man einen defekten Elektroofen.[75]

### Samstag, 24. Februar 2007
- Berlin/Deutschland: Einige Vorschriften des Personenstandsrechtsreformgesetzes treten in Kraft: Durch die Änderung des Personenstandsgesetzes in Deutschland sind die Familienbücher nicht mehr an der Wohnsitzgemeinde, sondern am Standesamt der Heirat verfügbar.[76]
- Paris/Frankreich: Bei der Verleihung des französischen Filmpreises César setzt sich Pascale Ferrans D.-H.-Lawrence-Verfilmung Lady Chatterley als bester französischer Film des Jahres 2006 durch. Als bester ausländischer Film wird die US-amerikanische Tragikomödie Little Miss Sunshine gekürt.[77]

### Sonntag, 25. Februar 2007

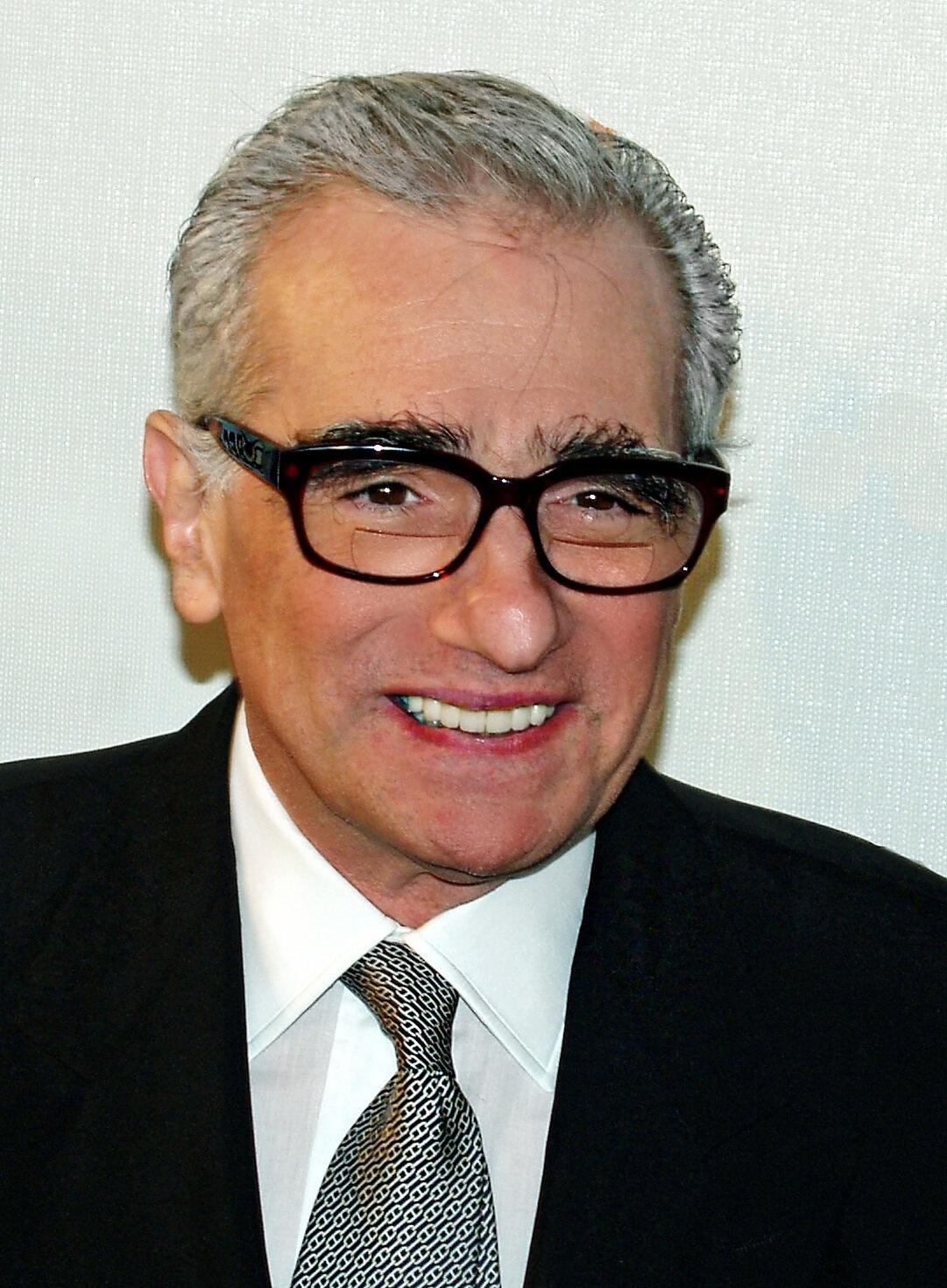
Martin Scorsese

- Darmstadt/Deutschland: Die europäische Raumsonde Rosetta passierte am Morgen den Mars und näherte sich dem Planeten dabei bis auf 250 Kilometer.[78]
- Los Angeles/Vereinigte Staaten: Bei den 79. Academy Awards gewinnt Regisseur Martin Scorsese zum ersten Mal nach fünf Nominierungen den Oscar für den besten Film (The Departed). Der deutsche Beitrag Das Leben der Anderen gewinnt in der Kategorie „Bester nicht englischsprachiger Film“. Melissa Etheridge erringt den Oscar für den Song I Need to Wake Up im Film Eine unbequeme Wahrheit, Helen Mirren die Auszeichnung als beste Hauptdarstellerin.[79]

### Montag, 26. Februar 2007
- Den Haag/Niederlande: Der Internationale Gerichtshof stuft das 1995 begangene Massaker von Srebrenica als Völkermord ein. Serbien hat sich nach Auffassung des Internationalen Gerichtshofs der Vereinten Nationen (IGH) nicht des Völkermords im Bosnien-Krieg schuldig gemacht.[80]

### Dienstag, 27. Februar 2007

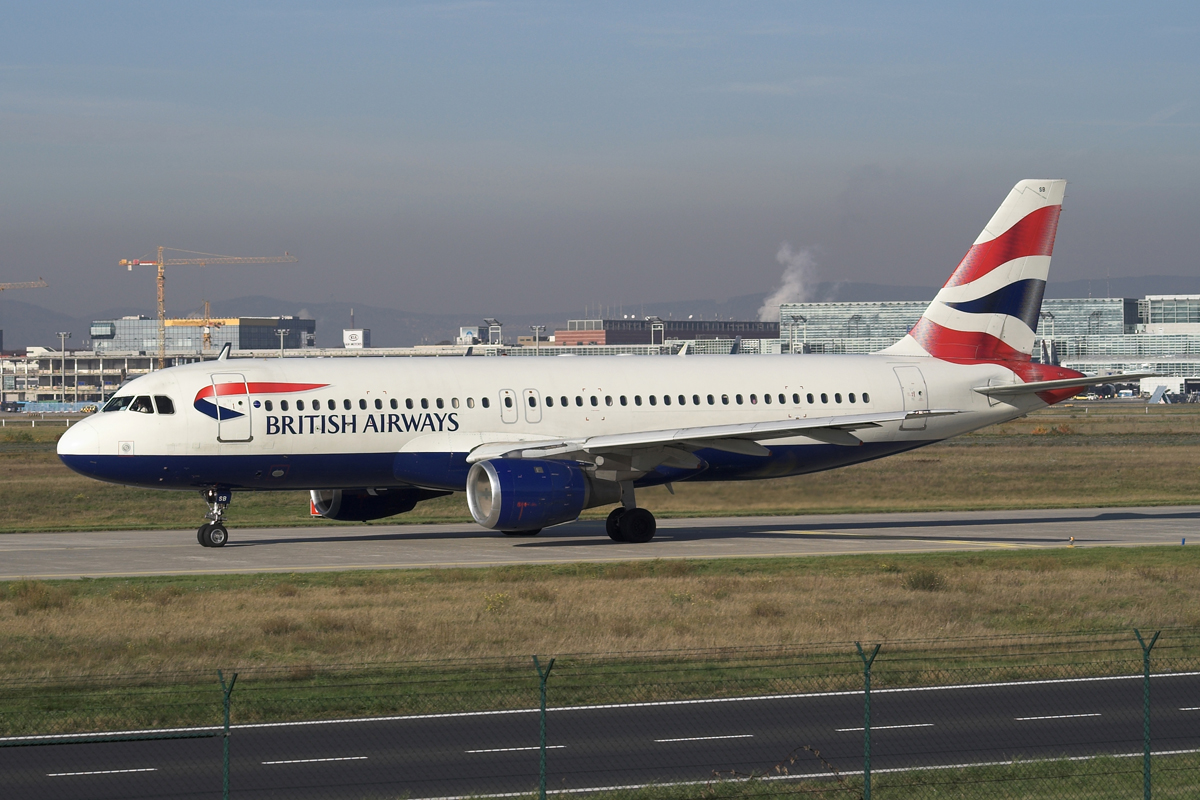
Airbus A320-100 der British Airways

- Berlin/Deutschland: Das deutsche Umweltministerium teilt mit, der Anteil von Ökostrom am Stromverbrauch in Deutschland habe im vergangenen Jahr fast zwölf Prozent betragen. Die Ökostrombranche entwickelt sich zu einem wichtigen Export- und Beschäftigungsfaktor. 214.000 Menschen seien nach Angaben der Bundesregierung 2006 dort beschäftigt gewesen, 2004 waren es dem Ministerium zufolge noch knapp 160.000.[81]
- Caracas/Venezuela: Hugo Chávez unterzeichnet ein Dekret zur Verstaatlichung der Ölindustrie in Venezuela.[82]
- Karlsruhe/Deutschland: Das Bundesverfassungsgericht stärkt die Pressefreiheit und erklärt die Polizeidurchsuchung der Redaktionsräume der Zeitschrift Cicero für verfassungswidrig.[83]
- Paris/Frankreich: Eckpunkte der vom EADS-Konzern beschlossenen Sparmaßnahmen werden einen Tag vor der offiziellen Veröffentlichung bekannt. Demnach werden vom Tochterkonzern Airbus in Deutschland 3.500 und in Frankreich 4.200 Beschäftigte entlassen, die Arbeitsteilung beim Großraumjet Airbus A380 wird beibehalten, beim zukünftigen A350 werde nur noch der Rumpf in Deutschland gebaut, die Fertigstellung in Frankreich erfolgen. Das Erfolgsmodell A320 wird weiterhin in Hamburg gefertigt werden. Eine offizielle Stellungnahme wird weiterhin mit Hinweis auf die kommende Pressekonferenz der Gewerkschaften verweigert.[84]

### Mittwoch, 28. Februar 2007
- Bonn/Deutschland: In Bonn demonstrieren 14.000 Telekom-Mitarbeiter gegen die drohende Umstrukturierung und den Verlust von Arbeitskräften.[85]
- Dakar/Senegal: Nach vorläufigem Endergebnis wird Amtsinhaber Abdoulaye Wade als Staatschef bestätigt. Bereits in der ersten Auszählung erreicht der 80-Jährige in allen 35 Wahlbezirken 55,7 Prozent und damit die absolute Mehrheit. Die sozialistische Opposition kündigt die Anfechtung des Wahlergebnisses an, während die Wirtschaftsgemeinschaft der Westafrikanischen Staaten (ECOWAS) die Durchführung der Wahl als transparent und frei ansieht.[86]
- Hamburg/Deutschland: Der umstrittene SPD-Landesvorstand der Hansestadt tritt geschlossen zurück und übernimmt dadurch die Verantwortung für das Debakel um die Mitgliederbefragung vom vorangegangenen Wochenende. Zur Wahl des Spitzenkandidaten sollten 11.500 SPD-Mitglieder befragt werden. 950 Briefwahlstimmen waren dabei aus bisher ungeklärten Gründen „verloren“ gegangen. Die Polizei ermittelt derzeit wegen Diebstahl und Unterschlagung.[87]
- Paris/Frankreich: In Paris sind zwei kleinformatige Gemälde von Pablo Picasso im geschätzten Wert von 50 Millionen Euro gestohlen worden. Die Bilder wurden in der Nacht zum Dienstag aus der Wohnung von Picassos Enkeltochter geraubt.[88]
- Stromboli/Italien: Auf der Insel Stromboli führt eine Eruption des Vulkans Stromboli zu einem breiten Lavastrom, der sich ins Meer ergießt. Die Behörden fordern die Bewohner der Gemeinde sowie der Nachbarinseln Lipari und Panarea auf, die Häuser nicht zu verlassen bzw. höhere Regionen aufzusuchen und das Ufer zu meiden, da eine Flutwelle nicht ausgeschlossen werden kann.[89][90]
- Stuttgart/Deutschland: Der baden-württembergische Justizminister Ulrich Goll entscheidet sich gegen Haftlockerungsmaßnahmen für den ehemaligen RAF-Terroristen Christian Klar. Hintergrund ist ein schriftlich verfasstes Grußwort Klars an die Teilnehmer der Rosa-Luxemburg-Konferenz, das Zweifel an Klars Resozialisierung aufkommen ließ.[91]

## Weblinks

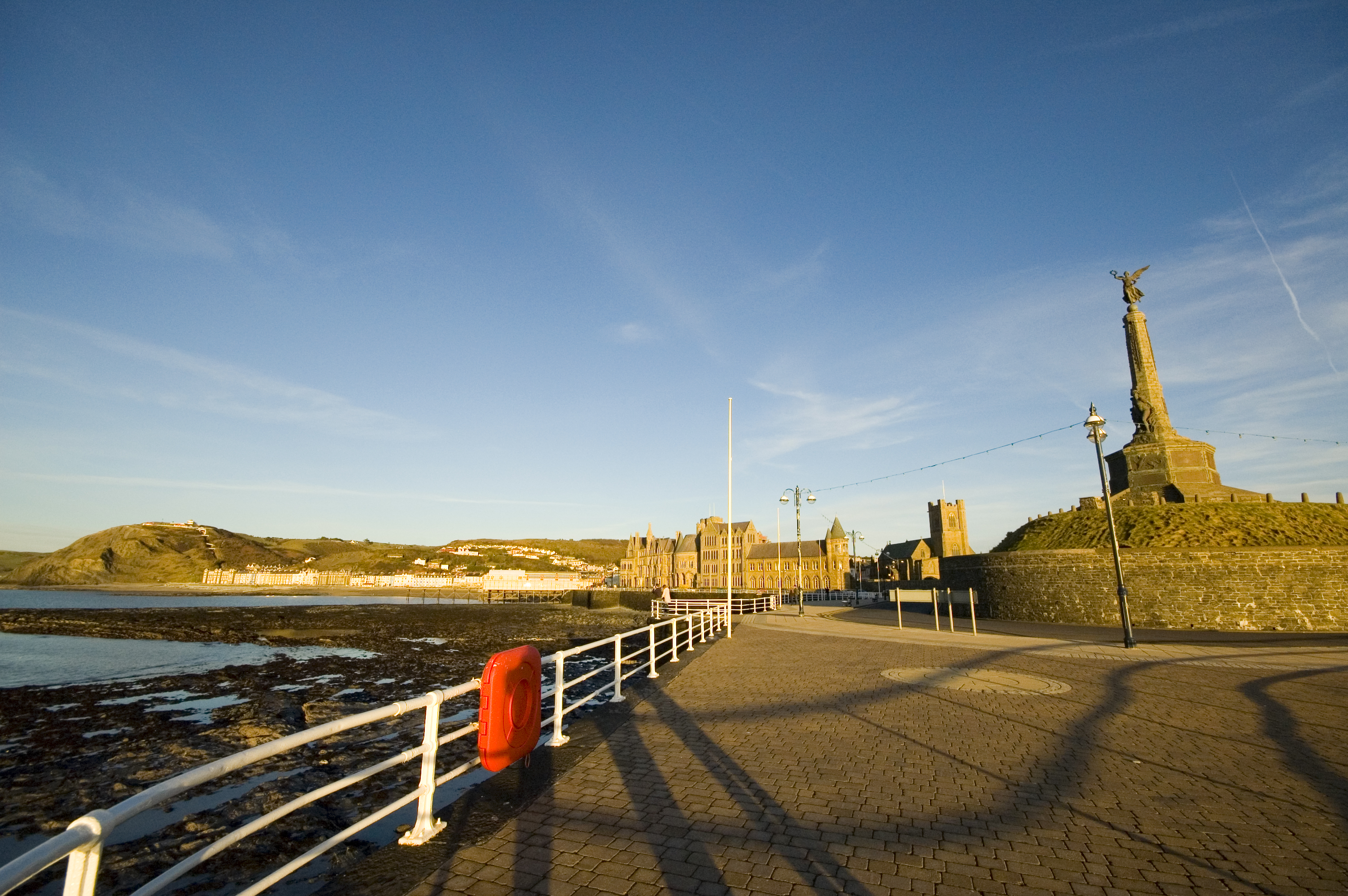
Wales im Februar 2007